# Donald Gwinn

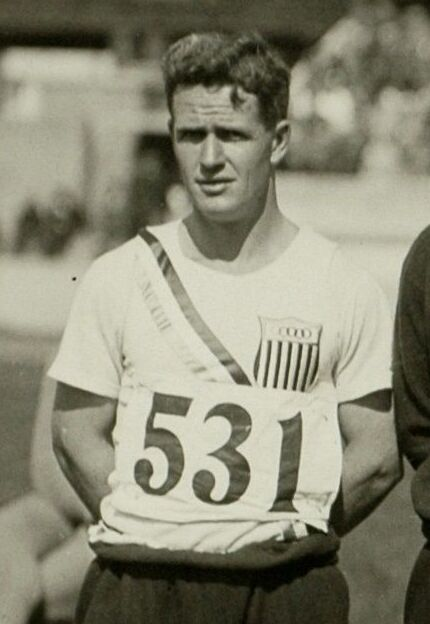
Donald Gwinn (1928)

Donald Gwinn (Donald Smith „Don“ Gwinn; * 6. November 1902 in Woodsfield, Ohio; † 3. Juni 1961 in Wood, West Virginia) war ein US-amerikanischer Hammerwerfer.
1928 qualifizierte er sich als Dritter der US-Meisterschaften für die Olympischen Spiele in Amsterdam, bei denen er Fünfter wurde.
1927 und 1929 wurde er für die University of Pittsburgh startend NCAA-Meister. Seine persönliche Bestleistung von 49,96 m stellte er am 2. Juli 1927 in Lincoln auf.